# Lista de municípios do Acre por PIB

Mapa do Acre com suas respectivas subdivisões oficiais.

Esta é uma lista de municípios do Acre por Produto Interno Bruto (PIB) referente ao ano de 2021. Os valores são a preços correntes. O Acre é um estado brasileiro, localizado na Região Norte do Brasil e formado pela união de 22 municípios. Possui o quinto maior PIB da região, superado pelo Pará, Amazonas, Rondônia e Tocantins. Dentre todos os seus municípios, apenas dois deles possui economia superior ao valor de R$ 1 milhão de reais.

## PIB dos municípios
| Posição | Posição | Município            | Mesorregião   | PIB (R$ 1.000) | PIB per capita |
| Em 2021 | Mudança | Município            | Mesorregião   | PIB (R$ 1.000) | PIB per capita |
| ------- | ------- | -------------------- | ------------- | -------------- | -------------- |
| 1°      | (0)     | Rio Branco           | Vale do Acre  | 10.955.674,857 | 26.119,02      |
| 2°      | (0)     | Cruzeiro do Sul      | Vale do Juruá | 2.058.629,669  | 22.934,82      |
| 3°      | (5)     | Senador Guiomard     | Vale do Acre  | 779.671,689    | 33.253,93      |
| 4°      | (0)     | Sena Madureira       | Vale do Purus | 748.094,167    | 15.860,21      |
| 5°      | (1)     | Tarauacá             | Vale do Juruá | 711.884,414    | 16.279,09      |
| 6°      | (1)     | Brasiléia            | Vale do Acre  | 685.636,225    | 25.278,78      |
| 7°      | (1)     | Epitaciolândia       | Vale do Acre  | 644.541,502    | 33.960,77      |
| 8°      | (3)     | Plácido de Castro    | Vale do Acre  | 601.470,508    | 29.854,10      |
| 9°      | (2)     | Feijó                | Vale do Juruá | 567.040,488    | 16.207,64      |
| 10°     | (7)     | Capixaba             | Vale do Acre  | 512.352,894    | 41.722,55      |
| 11°     | (1)     | Porto Acre           | Vale do Acre  | 471.314,639    | 24.623,30      |
| 12°     | (2)     | Xapuri               | Vale do Acre  | 454.980,626    | 22.902,48      |
| 13°     | (4)     | Acrelândia           | Vale do Acre  | 398.724,884    | 25.362,56      |
| 14°     | (2)     | Bujari               | Vale do Acre  | 300.830,265    | 28.455,38      |
| 15°     | (2)     | Mâncio Lima          | Vale do Juruá | 269.204,838    | 13.704,87      |
| 16°     | (2)     | Marechal Thaumaturgo | Vale do Juruá | 256.864,842    | 13.020,98      |
| 17°     | (2)     | Rodrigues Alves      | Vale do Juruá | 255.648,556    | 12.993,10      |
| 18°     | (0)     | Manoel Urbano        | Vale do Purus | 184.903,705    | 19.060,27      |
| 19°     | (0)     | Porto Walter         | Vale do Juruá | 160.534,749    | 12.845,86      |
| 20°     | (0)     | Assis Brasil         | Vale do Acre  | 133.916,175    | 17.507,67      |
| 21°     | (0)     | Jordão               | Vale do Juruá | 113.975,208    | 13.209,92      |
| 22°     | (0)     | Santa Rosa do Purus  | Vale do Purus | 108.545,109    | 15.747,15      |
| Total   |         | Acre                 |               | 21.374.440     | 23.569,31      |